# Iron Fire
O Iron Fire é uma banda dinamarquesa de power metal, formada em 1995, a princípio com o nome de Misery. O nome foi mudado em seguida para Decades Of Darkness, e finalmente para Iron Fire.

## Membros
- Martin Steene - vocal, baixo
- Kirk Backarach - guitarra
- Sigurd Jøhnk-Jensen - bateria

### Ex-membros
- Marc Masters (Forcentury)- guitarra (2008-2009)

- Johan Jacob H. Olsen (J.J.) - guitarra (2006-2008)
- Kristian H. Martinsen - guitarra, percussão (1998-2001)
- Kristian "Iver" Iversen (Forcentury) - guitarra (1995-2000)
- Martin Slott - guitarra (1998-2002)
- Søren Jensen - guitarra (ex-Corpus Mortale (2002-2003)
- Jeff Lukka - guitarra (2003)

- Gunnar Olsen - bateria (1998-2000)
- Tony Olsen -  bateria
- Morten Plenge -  bateria (2000-2001)
- Steve Mason - bateria (Forcentury) (2001-2003)
- Martin Sunddal - bateria

- Jakob Lykkebo - baixo (1998-2001)
- Jose Cruz - baixo (2002-2003)
- Christian Martinsen - baixo (ao vivo 2004)
- Jens B. - bateria (2007 - 2009)
- Martin Lund - baixo (2005 - 2013)
- Fritz Wagner - bateria

## Discografia
- Thunderstorm (2000)
- On the Edge (2001)
- Revenge (2006)
- Blade of Triumph (2007)
- To The Grave (2009)
- Metalmorphosized (2010)
- Voyage of the Damned (2012)
- Among the Dead (2016)
- Beyond the Void (2019)